# Robert Duvall
Robert Selden Duvall (rođen 5. siječnja 1931.) je Oscarom ovjenčani američki glumac i redatelj. Osim toga, četiri je puta nagrađen  Zlatnim globusom.

## Životopis

### Rani život
Duvall je rođen u San Diegu, Kalifornija. Njegov otac, William Howard Duvall, bio je admiral u američkoj mornarici, a njegova majka, Mildred Virginia Hart, bila je glumica amaterka i rođakinja  Roberta E. Leeja, slavnog generala iz  Američkog građanskog rata. Duvall je odrastao u vojničkoj obitelji, živeći u Annapolisu, Maryland, blizu mornaričke akademije. Izbačen je iz škole Severn u gradu Severna Park, Maryland. Služio je u vojsci od 19. kolovoza 1953. do 20. kolovoza 1954.
Studirao je glumu u njujorškoj školi The Neighborhood Playhouse School of Theatre. Dok se probijao kao glumac, radio je u pošti na Manhattanu kao činovnik, ali je odustao nakon šest mjeseci. Duvall je dobar prijatelj s glumcima  Dustinom Hoffmanom i  Geneom Hackmanom, koje poznaje još od studentskih dana. Jedno vrijeme je čak dijelio sobu s Hoffmanom dok su tražili posao.

### Karijera
Duvall je na filmu debitirao kao Boo Radley u filmu Ubiti pticu rugalicu (1962.). Poslije je glumio okrutnog zločinca u filmu Čovjek zvan hrabrost (1969.) te bojnika Franka Burnsa u filmskoj verziji M.A.S.H.-a (1970.), ali uloga koja se pokazala kao prekretnica bila je ona Toma Hagena u Kumu (1972.) i  Kumu II (1974.). Zaradio je nominacije za najboljeg sporednog glumca za uloge u filmu Građanska parnica i pukovnika Kilgorea u  Apokalipsi danas (1979.). Njegova rečenica, "Volim miris napalma ujutro" iz Apokalipse danas postala je kultni dio filmske povijesti.
Režirao je hvaljeni film  Apostol, o svećeniku koji bježi od zakona, i Assasination Tango (2002.), triler o jednom od njegovih najdražih hobija,  tangu.

### Privatni život
Ženio se četiri puta:
- Barbara Benjamin (1964. – 1975.)
- Gail Youngs (1982. – 1986.)
- Sharon Brophy (1991. – 1996.)
- Luciana Pedraza (2005. - danas)

Pedrazu je sreo na ulici u Buenos Airesu, u  Argentini. Oboje su rođeni 5. siječnja, ali Duvall je 40 godina stariji. Zajedno su od 1997. Duvall govori tečno španjolski i drži farmu u The Plainsu u Fauquier Countyju, Virginia. Rođen je na isti dan kao i kolegica iz Kuma, Diane Keaton, koja je rođena 1946. Najdraži grad mu je Buenos Aires. Stratsveni je plesač tanga i nogometni navijač.

## Nagrade
- Oscar za najboljeg glavnog glumca - Nježno milosrđe (1983.)
- Zlatni globus za najboljeg sporednog glumca - Apokalipsa danas (1980.)
- Zlatni globus za najboljeg glumca u drami - Nježno milosrđe (1983.)
- Zlatni globus za najboljeg glumca u miniseriji - Lonesome Dove (1990.); Staljin (1993.)
- BAFTA nagrada za najboljeg sporednog glumca - Apokalipsa danas (1979.)

## Filmografija
| Godina | Film                                | Uloga                          | Bilješke                                                                   |
| ------ | ----------------------------------- | ------------------------------ | -------------------------------------------------------------------------- |
| 1962.  | Ubiti pticu rugalicu                | Arthur 'Boo' Radley            |                                                                            |
| 1963.  | Zona sumraka                        | Charley Parkes                 | Epizoda #110                                                               |
| 1963.  | Captain Newman, M.D.                | Satnik Paul Cabot Winston      |                                                                            |
| 1964.  | The Outer Limits                    | Adam Ballard                   | Epizode #42, 43                                                            |
| 1965.  | Nightmare in the Sun                | Motociklist                    |                                                                            |
| 1966.  | T.H.E.Cat                           | Laurent                        | 2 epizode                                                                  |
| 1966.  | Potjera bez milosti                 | Edwin Stewart                  |                                                                            |
| 1968.  | Detektiv                            | Nestor                         |                                                                            |
| 1968.  | Odbrojavanje                        | Chiz                           |                                                                            |
| 1968.  | Bullitt                             | Weissberg                      |                                                                            |
| 1969.  | Čovjek zvan hrabrost                | Ned Pepper                     |                                                                            |
| 1969.  | Kišni ljudi                         | Gordon                         |                                                                            |
| 1970.  | M*A*S*H                             | Frank Burns                    |                                                                            |
| 1970.  | Revolucionar                        | Despard                        |                                                                            |
| 1971.  | THX 1138                            | THX 1138                       |                                                                            |
| 1971.  | Lawman                              | Vernon Adams                   |                                                                            |
| 1972.  | Kum                                 | Tom Hagen                      | Nominiran - Oscar za najboljeg sporednog glumca; Nominiran - BAFTA         |
| 1972.  | The Great Northfield Minnesota Raid | Jesse James                    |                                                                            |
| 1972.  | Sutra                               | Jackson Fentry                 |                                                                            |
| 1972.  | Joe Kidd                            | Frank Harlan                   |                                                                            |
| 1973.  | Outfit                              | Earl Macklin                   |                                                                            |
| 1973.  | Badge 373                           | Eddie Ryan                     |                                                                            |
| 1973.  | Lady Ice                            | Ford Pierce                    |                                                                            |
| 1974.  | Prisluškivanje                      | Direktor                       | nepotpisan                                                                 |
| 1974.  | Kum II                              | Tom Hagen                      |                                                                            |
| 1975.  | Breakout                            | Jay Wagner                     |                                                                            |
| 1976.  | Orao je sletio                      | Oberst Max Radl                |                                                                            |
| 1976.  | The Seven-Per-Cent Solution         | Dr. Watson                     |                                                                            |
| 1976.  | TV mreža                            | Frank Hackett                  | Nominiran - BAFTA                                                          |
| 1977.  | Najveći                             | Bill McDonald                  |                                                                            |
| 1978.  | Invazija tjelokradica               | Svećenik                       | nepotpisan                                                                 |
| 1978.  | Betsy                               | Loren Hardeman III.            |                                                                            |
| 1979.  | Apokalipsa danas                    | Potpukovnik Bill Kilgore       | BAFTA; Zlatni globus; Nominiran - Oscar za najboljeg sporednog glumca      |
| 1979.  | Veliki Santini                      | Bull Meechum                   | Nominiran - Oscar za najboljeg glavnog glumca                              |
| 1979.  | Ike                                 | General Dwight D. Eisenhower   | TV miniserija                                                              |
| 1981.  | Istinite ispovijesti                | Thomas Spellacy                |                                                                            |
| 1983.  | Nježno milosrđe                     | Max Sledge                     | Oscar za najboljeg glavnog glumca; Zlatni globus                           |
| 1984.  | Potpuno prirodno                    | Max Mercy                      |                                                                            |
| 1986.  | The Lightship                       | Calvin Caspary                 |                                                                            |
| 1988.  | Boje nasilja                        | Policajac Bob Hodges           |                                                                            |
| 1989.  | Lonesome Dove                       | Augustus "Gus" McCrae          | Zlatni globus; Nominiran - Emmy                                            |
| 1990.  | Demonstracija moći                  | Howard                         |                                                                            |
| 1990.  | Dani groma                          | Harry Hogge                    |                                                                            |
| 1990.  | The Handmaid's Tale                 | Zapovjednik                    |                                                                            |
| 1991.  | Rambling Rose                       | Daddy Hilyer                   |                                                                            |
| 1992.  | Staljin                             | Josif Staljin                  | Zlatni globus; Nominiran - Emmy                                            |
| 1992.  | Newsies                             | Joseph Pulitzer                |                                                                            |
| 1993.  | Dan ludila                          | Prendergast                    |                                                                            |
| 1993.  | Hrvanje s Hemingwayem               | Walter                         |                                                                            |
| 1993.  | Geronimo: An American Legend        | Al Sieber                      |                                                                            |
| 1994.  | U redakciji novina                  | Bernie White                   |                                                                            |
| 1995.  | Povjerljive priče                   | Wyly King                      |                                                                            |
| 1995.  | Zvijezde su pale na Henriettu       | G. Cox                         |                                                                            |
| 1995.  | Grimizno slovo                      | Roger Chillingworth            |                                                                            |
| 1996.  | Oštrica zločina                     | Karlov otac                    |                                                                            |
| 1996.  | Čovjek koji je uhvatio Eichmanna    | Adolf Eichmann                 | Nominiran - Emmy                                                           |
| 1996.  | Obiteljska stvar                    | Earl Pilcher Jr.               |                                                                            |
| 1996.  | Fenomen                             | Doc Brunder                    |                                                                            |
| 1997.  | Apostol                             | Euliss 'Sonny' Dewey           | Nominiran - Oscar za najboljeg glavnog glumca                              |
| 1998.  | The Gingerbread Man                 | Dixon Doss                     |                                                                            |
| 1998.  | Građanska parnica                   | Jerome Facher                  | Nominiran - Oscar za najboljeg sporednog glumca; Nominiran - Zlatni globus |
| 1998.  | Duboki udar                         | Kapetan Spurgeon 'Fish' Tanner |                                                                            |
| 2000.  | Nestali u 60 sekundi                | Otto Halliwell                 |                                                                            |
| 2000.  | Šesti dan                           | Dr. Griffin Weir               |                                                                            |
| 2000.  | Kup                                 | Gordon McLeod                  |                                                                            |
| 2002.  | John Q                              | Poručnik Frank Grimes          |                                                                            |
| 2002.  | Tango za ubojicu                    | John J. Anderson               |                                                                            |
| 2003.  | Bogovi i generali                   | General Robert Edward Lee      |                                                                            |
| 2003.  | Ostarjeli lavovi                    | Hub                            |                                                                            |
| 2003.  | Divlja prostranstva                 | Boss Spearman                  |                                                                            |
| 2005.  | Nogometni rat                       | Buck Weston                    |                                                                            |
| 2005.  | Hvala što pušite                    | Doak "The Captain" Boykin      |                                                                            |
| 2006.  | Put iskupljenja                     | Prentice "Print" Ritter        | Emmy; Nominiran - Zlatni globus                                            |
| 2007.  | Blefer                              | G. Cheever                     |                                                                            |
| 2007.  | Pčelin film                         |                                | glas                                                                       |
| 2007.  | Braća po krvi                       | Burt Grusinsky                 |                                                                            |
| 2008.  | Četiri Božića                       | Howard                         |                                                                            |
| 2009.  | Get Low                             |                                | (post-produkcija)                                                          |
| 2009.  | Crazy Heart                         | Wayne Kramer                   | (post-produkcija)                                                          |
| 2009.  | The Road                            | Starac                         | (post-produkcija)                                                          |

## Vanjske poveznice
- Robert Duvall u internetskoj bazi filmova IMDb-u (engl.)
- Political contributions of Robert Duvall
- 'Napalm' speech tops movie poll The BBC